# 瓦倫丁戰車
步兵戰車三型，瓦倫丁戰車（Mk III，Valentine Tank）是英國於第二次世界大戰期間所生產之步兵戰車，該型戰車的十一種改良型及各種特殊型號總產量超過8,000輛，算是英國戰時所生產數量最多的戰車，按比例佔總數的約四分之一。

## 名稱由來
其中一個解釋為，該型戰車遞交設計圖的日子是1938年2月14日，正值情人節（ St. Valentine's Day），所以用瓦倫丁來命名。但事實上圖紙早於1938年2月10日就已提交給陸軍部。該名稱的由來也有其他說法，例如“瓦倫丁”只是維克斯公司的一個內部用設計代號，並沒有其他意思。

## 開發與設計

狹窄的炮塔內部

1938年，維克斯公司計劃開發新的步兵戰車。設計參考了英軍原有巡航坦克A9及A10。瓦倫丁戰車採用與它們相似的懸吊系統及車身結構，部份零件也十分相似。不過瓦倫丁戰車把前裝甲加強到65mm，以確保其步兵戰車之功能。
瓦倫丁戰車可分為三個部份，即駕駛艙，戰鬥艙及引擎艙。
駕駛員坐在車身中線上，其左上方及右上方有進出艙門。駕駛員可利用正前方的窺視孔或窺視孔兩側的潛望鏡對外觀察。
駕駛艙後為狹窄的戰鬥艙。大部份瓦倫丁戰車（Mk III 及 Mk V 例外）採用雙人炮塔而非作戰效率較高的三人炮塔，且空間十分有限，使英軍不甚滿意。雙人炮塔中，左側為炮手。
早期炮手要以肩部控制主炮俯仰，並無精准的齒輪裝置。右側的車長工作繁重，需兼任裝填手和通訊員。因只能靠一副單管潛望鏡對外觀察，車長視野也不甚良好。炮塔後方為十九型無線電機。炮塔由液壓系統轉動，亦可手動微調。
引擎及變速器位於車身後方。變速齒輪箱有五檔。

## 作戰紀錄
瓦倫丁戰車為少數參加二戰中大部份戰線的坦克。瓦倫丁戰車既參加了英軍的北非戰役及登陸馬達加斯加作戰，又加入了紐西蘭軍，參與了太平洋戰役；而且在蘇聯紅軍的苏德战争和八月風暴行動中也有作戰記錄。甚至由瓦倫丁戰車底盤改造的裝甲車輛也在1944年展開的收復西歐的行動中派上用場，身影遍佈二戰各大戰線。

### 英軍
即便英軍不甚滿意其部份設計，但考慮到當時歐洲緊張的局勢對武器的需求，1939年7月瓦倫丁戰車被批准投入生產，並從1940年5月開始服役。至1944年停產時，瓦倫丁戰車各型號共產8,275輛，其中6,855輛於英國生產，1,420輛於加拿大生產。
在1941年，部份在英軍服役的瓦倫丁戰車參加了北非戰役，主要用來填補瑪蒂達 II坦克的不足，為步兵提供直接火力支援。瓦倫丁戰車所參加的第一場戰役為十字军行动。瓦倫丁戰車表現不俗，其穩定性及可靠度優於同期其他英軍坦克。
英軍也有不滿的地方。撇開空間狹窄這一點，大部份瓦倫丁戰車如同同期其他英軍坦克一樣，都裝備QF 2磅炮。2磅炮是一種優良的反坦克炮，但早期英軍坦克部隊的2磅炮沒有配備高爆彈；即使有，40mm的高爆彈威力十分有限，不如M4謝爾曼的75mm炮。即是瓦倫丁戰車作為輔助步兵的步兵坦克，有時卻不能發揮輔助步兵時最必要的榴彈火力支援作用。
北非戰役中也有一小部份的瓦倫丁戰車被德軍俘獲，在德軍中服役直到出現故障或被擊毀。

### 蘇聯紅軍

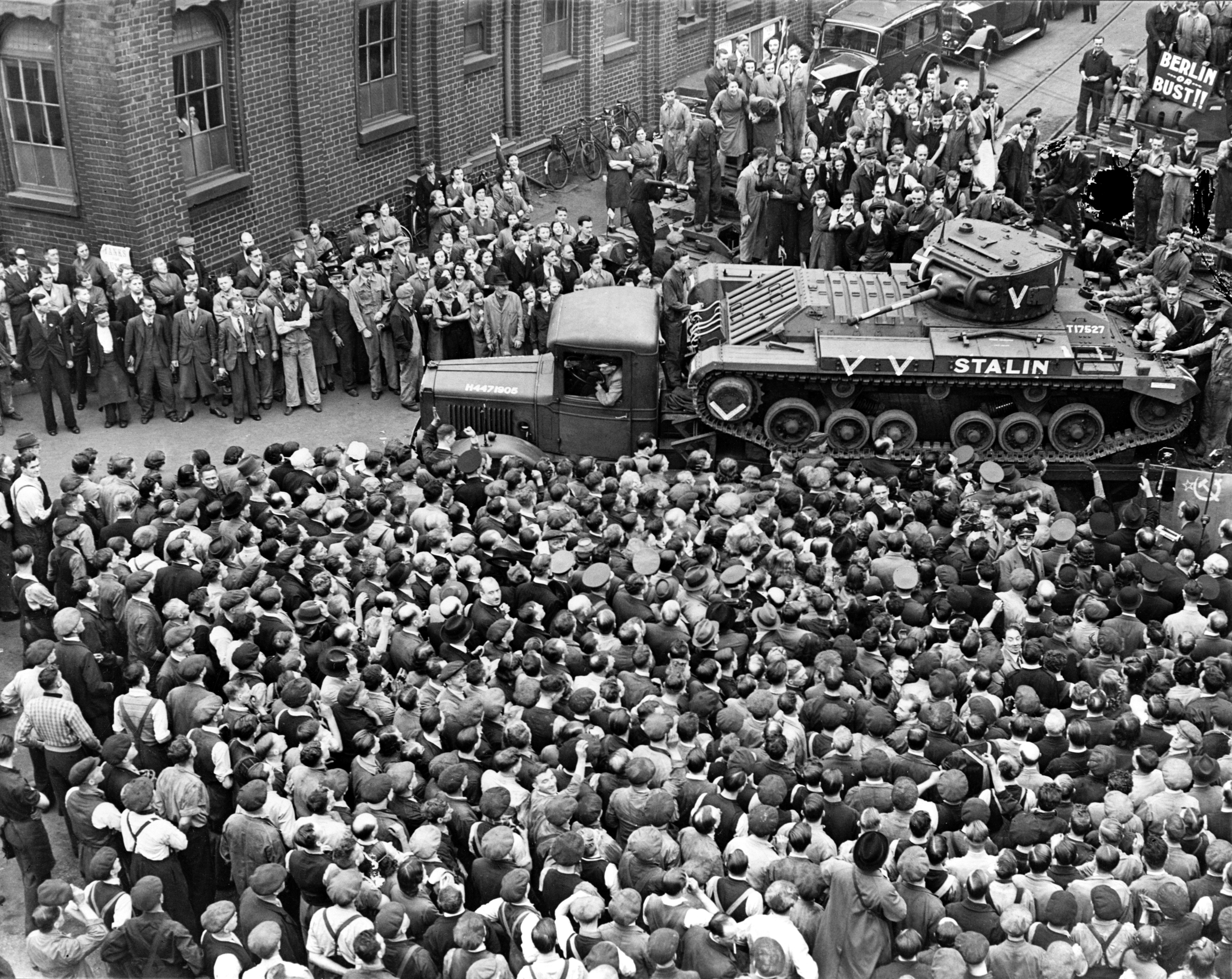
為蘇聯製造的一輛瓦倫丁戰車，注意車身的“史達林”與代表勝利的“V”字涂裝

約1390輛加拿大製及約1300輛英國製瓦倫丁戰車（共3728輛），因租借法案而提供給蘇聯。3700多輛瓦倫丁戰車包括MkII，III，IV，V，IX及X型，另外有25輛改裝的瓦倫丁架橋坦克。其中235輛在海上運輸時因德軍潛艇襲擊等原因而損失。經伊朗等其他路徑運輸的也有少量損失。
與英軍相比，蘇軍中瓦倫丁戰車的服役時間要長得多。瓦倫丁戰車伴隨紅軍收復東歐，反攻德國，甚至在八月風暴行動中也有作戰記錄。蘇軍對瓦倫丁戰車一直有需求，所以英國和加拿大在戰爭後期幾乎是單單為滿足蘇聯而維持生產。
蘇聯官方對瓦倫丁戰車等透過租借法案進口的西方坦克評價較差，認為進口的英國坦克遠遜俄國國產的T-34及KV-1。不過事實上瓦倫丁戰車相當受俄國坦克兵歡迎，認為此坦克裝甲不俗，穩定可靠，是各式進口的西方坦克中最好的。
俄國坦克兵對其唯一的不滿在于威力過小的主炮，以及易在東歐嚴冬中被冰雪凍結的懸吊系統。部份瓦倫丁戰車裝上了蘇軍的76.2mm火炮以加強火力。

## 型號及衍生車型
瓦倫丁戰車共11種型號，另有多種改裝衍生車型。

### Mk I
初期量產型，使用135hp的AEC汽油引擎。

### Mk II

瓦倫丁戰車Mk II

採用131hp的AEC柴油引擎。

### Mk III

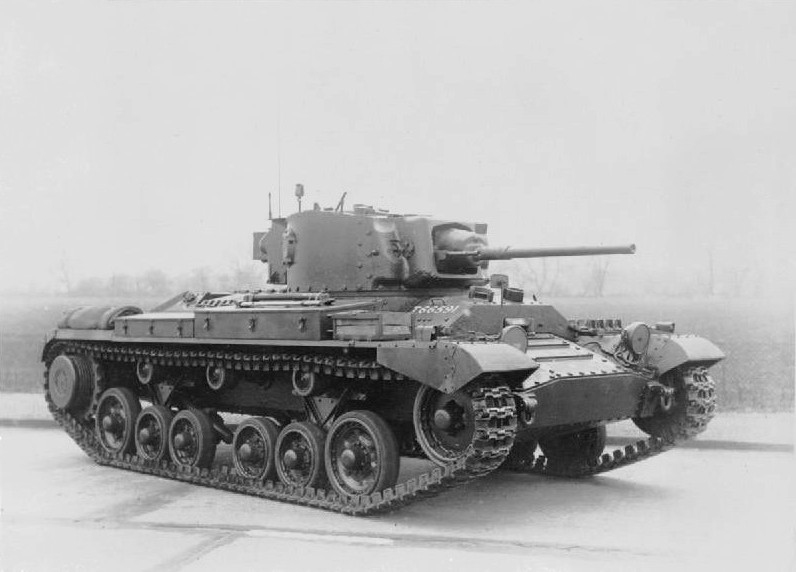
瓦倫丁戰車Mk III

三人炮塔，空間更加緊绌。採用AEC柴油引擎。

### Mk IV
採用通用公司的138hp柴油引擎。

### Mk V
使用通用公司柴油引擎及美國製變速器的Mk III。

### Mk VI
於加拿大製造的Mk IV，略有修改。如把貝莎機槍換成白朗寧M1919中型機槍。

### Mk VII
於加拿大製造，略有修改。採用不同的無線電機。

### Mk VIII
換裝QF 6磅砲。採用AEC柴油引擎。沒有同軸的貝莎機槍。

### Mk IX

瓦倫丁戰車Mk IX，留意炮盾與先前型號不同

使用QF 6磅炮及通用公司的138hp柴油引擎。沒有同軸的貝莎機槍。

### Mk X
在Mk IX的基礎上，加裝同軸機槍，換裝165hp的通用公司柴油引擎。

### Mk XI
採用75 mm速射炮，換裝210hp通用公司柴油引擎的Mk X。

### 射手驅逐戰車
以瓦倫丁坦克的底盤作修改，配17磅炮而成的一種驅逐戰車。

### 主教式自行火炮

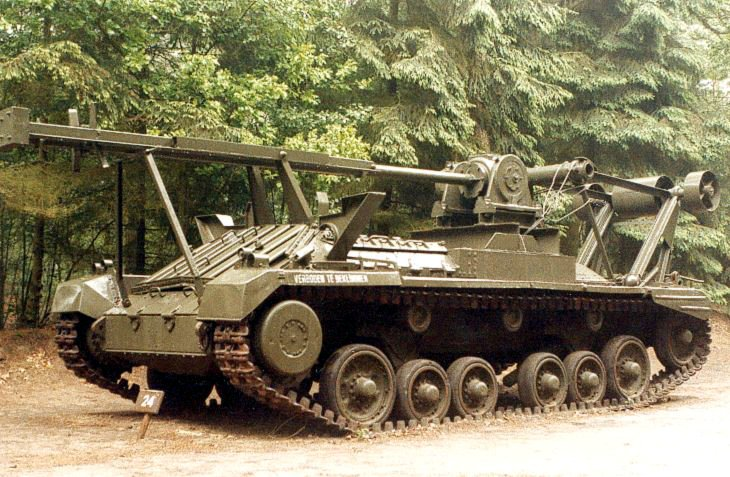
瓦倫丁架橋坦克

在瓦倫丁坦克的底盤上裝配QF 25 pounder榴彈炮而成的自走炮。

### 瓦倫丁架橋坦克
工兵車輛。

## 使用國
- 加拿大
- 新西兰
- 葡萄牙
- 羅馬尼亞
- 苏联
- 英国

## 外部連結
- Valentine production and performance data（页面存档备份，存于）
- WWII Vehicles website about the Valentine（页面存档备份，存于）
- The 3rd NZ Division Tank Squadron （页面存档备份，存于）
- Valentine photogallery （页面存档备份，存于） ww2photo.mimerswell.com:
- Specialist variants photogallery （页面存档备份，存于）